# مطار ييتشون ليندو
مطار ييتشون ليندو (بالصينية: 伊春林都机场) (إياتا: LDS، إيكاو: ZYLD) مطار عام يقع بمدينة ييتشون في الصين. يبلغ طول المدرج 2300 م ويرتفع عن سطح البحر 241 م. بدأ عملياته في أغسطس 2009، وهو قادر على خدمة 142،000 مسافر في السنة. يقع في غابة على بعد حوالي 9 كيلومترات (5.6 ميل) من وسط مدينة ييتشون. حل محل المطار القديم ( ZYYC ) الذي كان بالقرب من وسط ييتشون (47°43'00.0"N 128°49'55.0"E).

## شركات الطيران والوجهات
| شركـات طيـران          | الوجهات                                                                           |
| ---------------------- | --------------------------------------------------------------------------------- |
| خطوط شرق الصين الجوية  | مطار شانغهاي بودنغ الدولي                                                         |
| خطوط جنوب الصين الجوية | مطار قوانغتشو باييون الدولي، مطار شنيانغ تاوكسيان الدولي                          |
| China United Airlines  | مطار بكين داشينغ الدولي، مطار داليان تشوشويزي الدولي، مطار ونزهو يونجقيانج الدولي |

## وصلات خارجية
- http://www.flightstats.com/go/Airport/airportDetails.do?airportCode=LDS